# Castellar de la Muela
Castellar de la Muela è un comune spagnolo di 41 abitanti situato nella comunità autonoma di Castiglia-La Mancia.